# Futbol'nyj Klub Rostov 2010
Questa voce raccoglie le informazioni riguardanti il Rostov nelle competizioni ufficiali della stagione 2010.

## Stagione
La squadra finì il campionato al nono posto, salvandosi con un buon margine di punti.
In Coppa di Russia raggiunse le semifinali, superando Saljut Belgorod ai sedicesimi, Volgar'-Gazprom agli ottavi e la Dinamo Mosca ai quarti. In semifinale si arrende ai rigori all'Alanija Vladikavkaz.

## Rosa
| N. |                        | Ruolo | Calciatore         |
| -- | ---------------------- | ----- | ------------------ |
|    | Bielorussia (bandiera) | P     | Anton Amel'čanka   |
|    | Croazia (bandiera)     | P     | Stipe Pletikosa    |
|    | Estonia (bandiera)     | D     | Dmitri Kruglov     |
|    | Romania (bandiera)     | A     | Sorin Ghionea      |
| 2  | Bielorussia (bandiera) | C     | Cimafej Kalačoŭ    |
| 3  | Serbia (bandiera)      | D     | Dušan Andelkovic   |
| 5  | Russia (bandiera)      | D     | Aleksandr Čerkes   |
| 7  | Bielorussia (bandiera) | C     | Aljaksandr Kul'čy  |
| 8  | Russia (bandiera)      | D     | Gia Grigalava      |
|    | Russia (bandiera)      | A     | Roman Adamov       |
|    | Russia (bandiera)      | A     | Dmitrij Akimov     |
|    | Russia (bandiera)      | C     | Igor Lebedenko     |
|    | Russia (bandiera)      | D     | Anri Chaguš        |
|    | Rep. Ceca (bandiera)   | A     | Michal Papadopulos |

| N. |                                 | Ruolo | Calciatore            |
| -- | ------------------------------- | ----- | --------------------- |
| 20 | Russia (bandiera)               | C     | Artur Valikayev       |
| 22 | Serbia (bandiera)               | P     | Dejan Radić           |
|    | Brasile (bandiera)              | C     | Élson Falcão da Silva |
| 19 | Argentina (bandiera)            | A     | Héctor Bracamonte     |
| 26 | Serbia (bandiera)               | D     | Ivan Živanovic        |
|    | Russia (bandiera)               | P     | Maksim Kabanov        |
|    | Ucraina (bandiera)              | D     | Andrі Prošin          |
|    | Bosnia ed Erzegovina (bandiera) | C     | Dragan Blatnjak       |
|    | Moldavia (bandiera)             | C     | Alexandru Gațcan      |
|    | Russia (bandiera)               | A     | Evgenij Lucenko       |
|    | Bosnia ed Erzegovina (bandiera) | A     | Mersudin Ahmetović    |
|    | Nigeria (bandiera)              | D     | Isaac Okoronkwo       |
|    | Bulgaria (bandiera)             | C     | Čavdar Jankov         |

## Risultati

### Campionato
| Rostov sul Don 13 marzo 2010 1ª giornata | Rostov | 0 – 2 referto | Tom' Tomsk | Stadio Olimp-2 |

| Groznyj 20 marzo 2010 2ª giornata | Terek Groznyj | 1 – 1 referto | Rostov | Stadio Sultan Bilimkhanov |

| Rostov sul Don 28 marzo 2010 3ª giornata | Rostov | 1 – 0 referto | Saturn | Stadio Olimp-2 |

| Nal'čik 3 aprile 2010 4ª giornata | Spartak-Nal'čik | 5 – 2 referto | Rostov | Respublikanskij stadion Spartak |

| Rostov sul Don 11 aprile 2010 5ª giornata | Rostov | 2 – 1 referto | Amkar Perm' | Stadio Olimp-2 |

| Machačkala 19 aprile 2010 6ª giornata | Anži | 1 – 2 referto | Rostov | Stadio Dinamo |

| Rostov sul Don 25 aprile 2010 7ª giornata | Rostov | 0 – 1 referto | Alanija Vladikavkaz | Stadio Olimp-2 |

| Novosibirsk 2 maggio 2010 8ª giornata | Sibir' | 2 – 0 referto | Rostov | Spartak Stadium |

| Rostov sul Don 6 maggio 2010 9ª giornata | Rostov | 1 – 0 referto | CSKA Mosca | Stadio Olimp-2 |

| Rostov sul Don 10 maggio 2010 10ª giornata | Rostov | 0 – 2 referto | Rubin | Stadio Olimp-2 |

| Samara 14 maggio 2010 11ª giornata | Kryl'ja Sovetov Samara | 1 – 2 referto | Rostov | Stadio Metallurg (Samara) |

| Rostov sul Don 9 luglio 2010 12ª giornata | Rostov | 1 – 0 referto | Spartak Mosca | Stadio Olimp-2 |

| Chimki 17 luglio 2010 13ª giornata | Dinamo Mosca | 3 – 2 referto | Rostov | Arena Chimki |

| Rostov sul Don 24 luglio 2010 14ª giornata | Rostov | 1 – 3 referto | Zenit San Pietroburgo | Stadio Olimp-2 |

| Mosca 1º agosto 2010 15ª giornata | Lokomotiv Mosca | 0 – 1 referto | Rostov | Stadio Lokomotiv |

| Rostov sul Don 6 agosto 2010 16ª giornata | Rostov | 1 – 0 referto | Terek Groznyj | Stadio Olimp-2 |

| Ramenskoe 14 agosto 2010 17ª giornata | Saturn | 0 – 2 referto | Rostov | Saturn Stadium |

| Rostov sul Don 20 agosto 2010 18ª giornata | Rostov | 1 – 1 referto | Spartak-Nal'čik | Stadio Olimp-2 |

| Perm' 28 agosto 2010 19ª giornata | Amkar Perm' | 1 – 0 referto | Rostov | Stadio Zvezda |

| Rostov sul Don 12 settembre 2010 20ª giornata | Rostov | 1 – 0 referto | Anži | Stadio Olimp-2 |

| Vladikavkaz 18 settembre 2010 21ª giornata | Alanija Vladikavkaz | 0 – 0 referto | Rostov | Respublikanskij stadion Spartak |

| Rostov sul Don 26 settembre 2010 22ª giornata | Rostov | 0 – 1 referto | Sibir' | Stadio Olimp-2 |

| Chimki 3 ottobre 2010 23ª giornata | CSKA Mosca | 2 – 0 referto | Rostov | Arena Chimki |

| Kazan' 16 ottobre 2010 24ª giornata | Rubin | 2 – 1 referto | Rostov | Stadio Centrale di Kazan' |

| Rostov sul Don 24 ottobre 2010 25ª giornata | Rostov | 1 – 2 referto | Kryl'ja Sovetov Samara | Stadio Olimp-2 |

| Mosca 30 ottobre 2010 26ª giornata | Spartak Mosca | 2 – 1 referto | Rostov | Stadio Lužniki |

| Rostov sul Don 6 novembre 2010 27ª giornata | Rostov | 1 – 1 referto | Dinamo Mosca | Stadio Olimp-2 |

| San Pietroburgo 14 novembre 2010 28ª giornata | Zenit San Pietroburgo | 5 – 0 referto | Rostov | Stadio Petrovskij |

| Rostov sul Don 20 novembre 2010 29ª giornata | Rostov | 1 – 2 referto | Lokomotiv Mosca | Stadio Olimp-2 |

| Tomsk 28 novembre 2010 30ª giornata | Tom' Tomsk | 3 – 1 referto | Rostov | Trud Stadium |

### Coppa di Russia
| Belgorod 13 luglio 2010 Sedicesimi di finale | Saljut Belgorod | 0 – 4 referto | Rostov | Stadio Centrale Saljut |

| Rostov sul Don 22 settembre 2010 Ottavi di finale | Rostov | 2 – 0 referto | Volgar'-Gazprom | Stadio Olimp-2 |

| Chimki 20 aprile 2011 Quarti di finale | Dinamo Mosca | 1 – 2 referto | Rostov | Arena Chimki |

| Rostov sul Don 11 maggio 2011 Semifinali     | Rostov               | 0 – 0 (d.t.s.) referto | Alanija Vladikavkaz | Stadio Olimp-2 |
| \| \| \| \| \| \| Tiri di rigore 5 – 6 \| \| |                      |                        |                     |                |
|                                              |                      |                        |                     |                |
|                                              | Tiri di rigore 5 – 6 |                        |                     |                |